# Luciano De Paolis
Luciano De Paolis   (Roma, 14 de juny de 1941) és un corredor de bobsleigh italià que destacà a la dècada del 1960.

## Biografia
Va néixer el 14 de juny de 1941 a la ciutat de Roma.

## Carrera esportiva
Va participar en els Jocs Olímpics d'Hivern de 1968 realitzats a Grenoble (França), on en la prova de bosbleigh aconseguí la medalla d'or en les proves de bobs a 2, fent parella amb Eugenio Monti, i bobs a 4, fent equip amb Eugenio Monti, Mario Armano i Roberto Zandonella.
En els Jocs Olímpics d'Hivern de 1972 realitzats a Sapporo (Japó) finalitzà en la posició vuitena en la prova de bobs a 4. En aquests Jocs de Sapporo fou l'encarregat de dur la bandera italiana en la cerimònia inaugural.
En el seu palmarès també destaca una medalla d'or al Campionat del món de bob.